# Phaonia apicalis
Phaonia apicalis är en tvåvingeart som beskrevs av Stein 1914. Phaonia apicalis ingår i släktet Phaonia och familjen husflugor. Arten är reproducerande i Sverige. Inga underarter finns listade i Catalogue of Life.